# STSAT-2C
STSAT-2C (Science and Technology Satellite-2C, ou Naro Science Satellite (en coréen : 나로과학위성)) est un satellite scientifique sud-coréen lancé en 2013. Il est exploité par l'Institut coréen de recherche aérospatiale (KARI). Le satellite a une masse de 100 kg et doit fonctionner moins d'un an,.
STSAT-2C est lancé le 30 janvier 2013 à 07 h 00 UTC, lors du troisième vol du lanceur Naro-1, constitué d'un premier étage dérivé du lanceur russe Angara et d'un deuxième étage national. Le lancement a lieu depuis le centre spatial de Naro et le lanceur déploie avec succès le satellite sur une orbite terrestre basse de 292 km par 1 511 km à 80,3° d'inclinaison. Ce lancement constitue le premier vol réussi du lanceur Naro-1, qui a échoué à lancer les satellites STSAT-2A en 2009 et STSAT-2B en 2010.
Le satellite STSAT-2C contient six charges utiles.
Le réseau de catadioptres à laser (Laser Retro-reflector Array - LRA) permet de suivre le satellite avec une précision centimétrique au moyen de stations de télémétrie laser (Satellite Laser Ranging - SLR) faisant partie du réseau international de télémétrie laser (International Laser Ranging Service - ILRS).
Une sonde de Langmuir est utilisée pour déterminer la température, la densité électronique et le potentiel électrique du plasma.
Le moniteur d'effets de rayonnement spatial (Space Radiation Effects Monitor - SREM) est utilisé pour les mesures et la surveillance de l'environnement spatial proche de la Terre.
De plus, l'ensemble de roues de réaction (Reaction Wheel Assembly - RWA), le capteur infrarouge (InfraRed Sensor - IRS) et le second oscillateur laser Femto (Femto second Laser Oscillator - FSO) sont utilisés pour la vérification de nouvelles technologies spatiales.
La Corée du Sud devient ainsi la 11e nation à mettre en orbite un satellite avec son propre lanceur.
Le satellite fonctionne jusqu'en avril 2014, lorsque le contact est perdu. Il rentre dans l'atmosphère le 13 novembre 2019.